# Libinput

Schema von Wayland

libinput ist die Programmbibliothek zur Verwaltung von Eingabegeräten bei Weston, der Wayland-Referenzimplementierung. libinput kann außerdem als generischer X.Org-Eingabetreiber benutzt werden (xf86-input-libinput). In Zukunft sollen die X.Org-Touchpad-Treiber evdev, synaptics und wacom durch libinput ersetzt werden.
In Fedora wird ab Version 22 libinput als standardmäßige Eingabebibliothek verwendet.
Die Version 1.1 brachte Unterstützung für verschiedene Profile zur Mauszeigerbeschleunigung, die Version 1.3 brachte die vollständige Unterstützung von Grafiktabletts.